# 작전명 발키리 (영화)
《작전명 발키리》(Valkyrie)는 2008년에 공개된 미국의 스릴러 영화이다. 제2차 세계대전 시기 독일군 병사들이 실행한 아돌프 히틀러 암살 작전, '7월 20일 음모' 사건을 영상화한 작품이다. 브라이언 싱어 감독이 연출했으며 크리스토퍼 매쿼리가 각본을 썼다. 톰 크루즈가 작전의 중심인물 클라우스 폰 슈타우펜베르크 역으로 출연했고 이외에 케네스 브래너, 빌 나이, 톰 윌킨슨, 테런스 스탬프, 에디 이저드 등이 출연하였다.

## 출연
- 톰 크루즈 - 클라우스 폰 슈타우펜베르크 대령 역
- 케네스 브래너 - 헤닝 폰 트레슈코프 소장 역
- 빌 나이 - 프리드리히 올브리히트 보병대장 역
- 테런스 스탬프 - 루트비히 베크 대장 역
- 톰 윌킨슨 - 프리드리히 프롬 대장 역
- 카리서 판 하우턴 - 니나 폰 슈타우펜베르크 역
- 케빈 맥널리 - 카를 프리드리히 괴르델러 박사 역
- 데이비드 쇼필드 - 에르빈 폰 비츨레벤 장교 역
- 크리스티안 베르켈 - 알브레히트 메르츠 폰 크비른하임 장교 역
- 제이미 파커 - 베르너 폰 해프텐 중위 역
- 에디 이저드 - 에리히 펠기벨 장교 역
- 데이비드 뱀버 - 아돌프 히틀러 역
- 토마스 크레치만 - 오토 에른스트 레머 역
- 하비 프리드먼 - 요제프 괴벨스 역
- 케네스 크래넘 - 빌헬름 카이텔 역
- 마티아스 프라이호프 - 하인리히 힘러 역
- 발데마르 코부스 - 볼프하인리히 그라프 폰 펠도르프 역
- 앤디 가티엔 - 분노한 친위대 장교 역
- 톰 홀랜더 - 하인츠 브란트 대령 역
- 데이빗 쇼필드 - 에윈 폰 워츠라이프 역
- 핼리너 레인 - 마르가레테 폰 오븐 역
- 베르너 다엔 - 프리엔드 소령 역
- 플로리안 판즈네르 - 하겐 중위 역
- 이안 맥네이스 - 폼페이우스 장군 역
- 대니 웹 - 한스 대위 역
- 크리스 라킨 - 헬름 상사 역
- 보탄 빌게 모링 - 콜베 상사 역
- 크리스찬 올리버 - 아담 소령 역
- 버나드 힐 - 자신감 넘치는 장군 (사막) 역
- 줄리언 모리스 - 젊은 중위 (사막) 역
- 팀 윌리엄스 - 의사 역
- 톰 우라쉬하 - 통신 담당자 역
- 카스튼 보이트 - 검문소 보초 역
- 오쉐어 마일즈 - 센트리 - OKH 역
- 마이클 슈마허 - 젊은 장교 역
- 크리스토프 포스터 - 스타우펜베르크의 보좌관 역
- 카스튼 미엘키 - 리머의 운전사 역
- 조엘 브라이언트 - SS 병사 역
- 미샤 부가에브
- 마이클 러번
- 숀 벨리 - 부상병 (사막) 역
- 브라이언 보웰
- 존 콜린 - 크레츠 중위 역

## 수상
- 2009년 제18회 MTV 영화 & TV 어워즈 후보 최고의 키스상